# Aram-Damascus
Aram-Damascus (Aramees: ܐܪܡ-ܕܪܡܣܘܩ) was een Aramese staat rondom Damascus in Syrië vanaf de late 12e eeuw v.Chr. tot 734 v.Chr.

## Geschiedenis
De eerste betrouwbare gegevens kunnen in de 9e eeuw v.Chr. worden gevonden; dan noemen zowel Aramese, Assyrische als Hebreeuwse teksten een staat met Damascus als hoofdstad. De staat schijnt haar hoogtepunt te hebben bereikt in de late 9e eeuw v.Chr. onder Hazaël, die volgens Assyrische teksten tegen de Assyriërs streed, en volgens Aramese teksten enige invloed had over de Noord-Syrische staat Unqi, en volgens Hebreeuwse teksten heel Israël veroverde (2 Koningen 13:3).
In het zuidwesten reikte Aram-Damascus tot voorbij de meeste Golanhoogten tot aan het Meer van Tiberias.
In de 8e eeuw v.Chr. was Resin een vazal van koning Tiglat-Pileser III van het Nieuw-Assyrische Rijk. In ca. 732 v.Chr. verbond hij zich met koning Pekach van Israël om koning Achaz van Juda aan te vallen. Maar Achaz deed een beroep op Tiglat-Pileser III voor hulp, waarop de Assyrische koning inging nadat Juda hem een schatting had betaald (2 Koningen 16:7-9). Hierdoor plunderde Tiglat-Pileser Damascus en annexeerde Aram. Volgens 2 Koningen 16:9 werd de bevolking gedeporteerd en Resin geëxecuteerd. Tiglat-Pileser noemt deze daad ook in een van zijn inscripties.

## Archeologie
Er is nagenoeg geen archeologisch bewijsmateriaal van Aram-Damascus. Opgravingen in Damascus zijn moeilijk uit te voeren omdat de stad voortdurend is bewoond. Andere steden van Aram-Damascus zijn niet met zekerheid vastgesteld in geschreven bronnen, en het aantal ijzertijdopgraafplaatsen rondom Damascus is bijna nihil. De materiële cultuur op vindplaatsen verder naar het zuiden (bijv. Tell-Ashtara, Tell er-Rumeith, et-Tell, Tel-Dan, Tell el-Oreme om er enkele te noemen) tonen weinig kenmerken die te onderscheiden zijn van de materiële cultuur van Noord-Israël.

## Heersers
In historische bronnen worden diverse heersers over Aram-Damascus met name genoemd, onder meer Benhadad I (eind 10e/begin 9e eeuw), Hadadezer (9e eeuw) en Hazaël (9e eeuw).